# Biermischgetränk
 Biermischgetränke oder Biermixgetränke werden aus Bier und Erfrischungsgetränken (oft Limonaden) oder anderen Zusätzen gemischt. Frisch zubereitete Biermischgetränke sind spätestens seit Beginn des 20. Jahrhunderts in der Gastronomie und in Haushalten verbreitet, die meisten Varianten fallen unter den Begriff Radler. Es besteht jedoch eine Vielfalt von regional unterschiedlichen Bezeichnungen, die „Radler“ ersetzen oder einen Spezialfall bezeichnen.

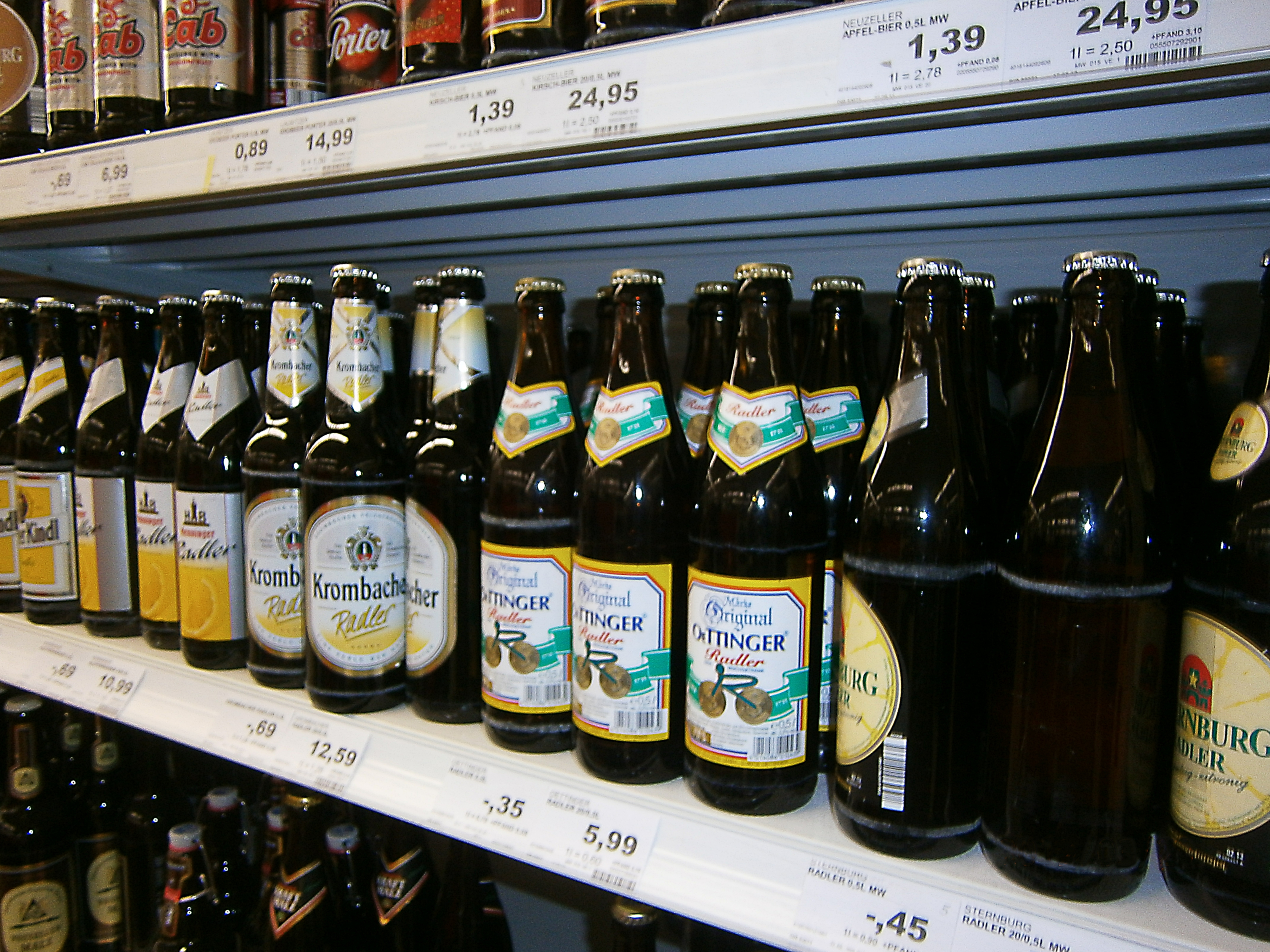
Radler von verschiedenen Brauereien (v. l. n. r. Berliner Kindl, Henninger, Krombacher, Oettinger, Sternburg)

Seit 1993 können fertige Mischungen durch eine Änderung des deutschen Biersteuergesetzes als fertige Flaschen- oder Dosenbiere von Getränkeherstellern angeboten und kommerziell vertrieben werden, zuvor wurden sie ausschließlich in Gaststätten oder privat frisch zubereitet. Dem § 1 Abs. 2 des Gesetzes nach sind Biermischgetränke Mischungen von Bier mit nichtalkoholischen Getränken, die der Position 2206 der kombinierten Nomenklatur zuzuordnen sind. Ebenso hält es das österreichische Biersteuergesetz, das Schweizer Biersteuergesetz schließt ausdrücklich „ausschliesslich durch Vergärung gewonnene“ Beigaben ein. Zuvor mussten solche Mischungen frisch zubereitet werden. Nicht nur im Rahmen der kommerziellen Vorabfüllung sind auch Varianten mit alkoholfreiem Bier mittlerweile verbreitet. Die absatzstärksten Mischgetränke sind in Deutschland mit einem Anteil von über 40 Prozent Bier-/Limomischungen, also v. a. Radler.
Neben Biermischgetränken im Sinne des deutschen Biersteuergesetzes gibt es weltweit zahllose andere Biermischgetränke, teilweise mit alkoholischen Beigaben, die nicht immer trennscharf als „Biercocktails“ bezeichnet werden. So sind etwa die Altbierbowle oder das Herrengedeck Biermischgetränke, die jedoch in Zutaten, Zubereitungsweise und Darreichungsform sich klar vom Typus „Radler“ unterscheiden. Solche Grenzfälle sind beispielsweise die „Berliner Weiße Spezial“ oder der „Fliegende Holländer“.

## Geschichte
Biermischgetränke wie der Shandy, auch „shandygaff“, waren in England bereits im 18. Jahrhundert populär. Spätestens in den ersten Jahrzehnten des 20. Jahrhunderts werden Biermischgetränke auch im deutschen Sprachraum bekannt, zunächst nur regional und mit unterschiedlichen Bezeichnungen: „Alster(wasser)“ in und um Hamburg, „Potsdamer“ im Raum Berlin und „Radler“ in München. Vermutlich nicht zufällig waren diese drei Städte um die Jahrhundertwende Hochburgen einer deutschen Englandbegeisterung, die eine Übernahme verschiedener Freizeitbeschäftigungen zur Folge hatte, so dass das Aufkommen der Biermischgetränke sicher im Zusammenhang mit dem Ausflugstourismus gesehen werden kann. Während es sich bei Alsterwasser und Radler ursprünglich ausschließlich um Bier mit Zitronenlimonade handelte (bzw. beim „sauren Radler“ mit Mineralwasser) wurde unter dem „Potsdamer“ ein Mischgetränk aus Bier und Himbeerlimonade verstanden. Durch die Deutsche Teilung und den Alpentourismus im Westen verbreitete sich die Bekanntheit des Radlers innerhalb der Grenzen der Bundesrepublik Deutschland nordwärts, als Biermischgetränke – auch im Zuge der schrittweisen Verschärfung der Regelungen bzgl. der Trunkenheit am Steuer – flächendeckend bekannt wurden. Durch die Entwicklung neuer Erfrischungsgetränke, z. B. Fruchtnektar oder Energydrinks, hat sich die Zahl der Mischmöglichkeiten durchaus erweitert.

## Biermischungen

### Pils und Helles

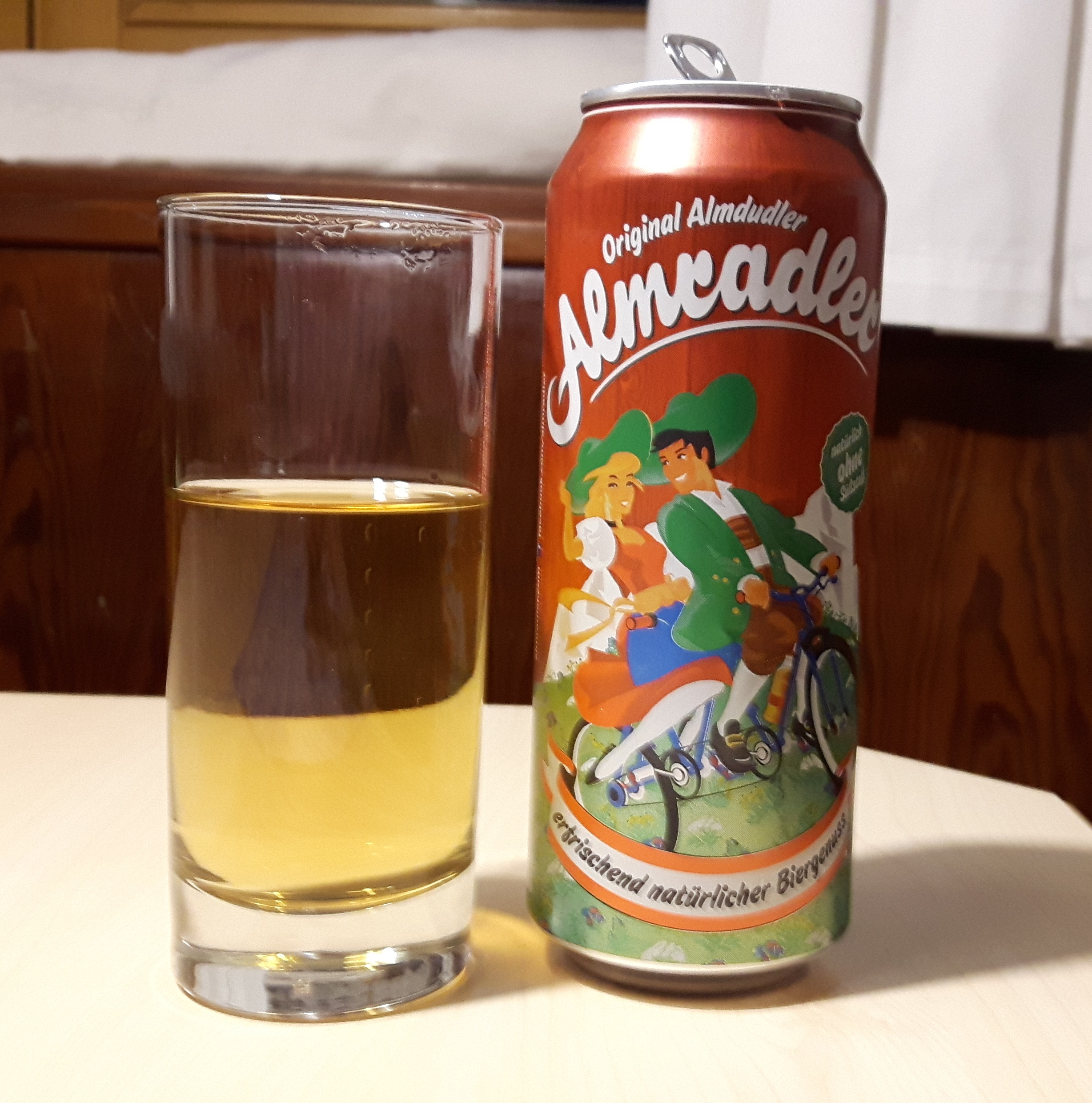
Almradler

Im Verbreitungsgebiet werden ähnliche Bezeichnungen für Mischungen mit Kölsch verwendet
- Bier mit Zitronen- oder Orangenlimonade: Radler, regional auch: Alster bzw. Alsterwasser,  Wurstwasser und im Saarland und der Schweiz: Panaché oder Panasch[7]
- Bier mit Mineralwasser: Saurer Radler, in der Schweiz: Henaché[8] oder Hennaché[9] (Kofferwort aus Panaché und der Mineralwasserquelle Henniez)
- Bier mit Himbeerbrause/Roter Limonade: Fliegerbier, Potsdamer, Saubier, Tango
- Bier mit Fassbrause: Gespritztes
- Bier mit Cola: Colabier, Diesel, Drecksack, Dreckiges Bier, Gespritztes, Gestreiftes, Kalter Kaffee, Krefelder, Mazout, Moorwasser, Schmutz, Schmutziges, Schoko Brush, Schuss, Pilsschuss, Schussbier[10]
- Bier und Almdudler bzw. Kräuterlimonade: Almradler
- Bier mit Tomatensaft: Red Eye
- Bier mit Amer/Picon (Orangenlikör): Amer Bière
- Bier mit Grenadinensirup: Monaco

### Hefeweizen
- Weizenbier mit Obst/Fruchtgetränken: Fruchtweizen, Bananenweizen
- Weizenbier mit Zitronenlimonade: Weizenradler, Süßer Russ, Russ[11][12], Russe, Russ’n oder Russ’n-Maß, Hefelimo (in Südtirol)
- Weizenbier mit Cola: Colaweizen, Neger[13], Colaweiße, Hefecola[11]
- Weizenbier mit Sekt: Heller Moritz
- Weizenbier mit Mineralwasser: Saurer Russ
- Weizenbier mit Weißwein, Rotwein, Zitronenlimonade und Mineralwasser: 5-spurige
- Weizenbier mit Apfelsaftschorle: Chines
- Weizenbier mit Blue Curaçao und Apfel- oder Orangensaft: Isarwasser[14]

### Andere
- Alt-Schuss: Altbier mit Malzbier, Hefeweizen, Cola, Himbeersirup oder Fruchtlikör
- Berliner Weiße mit Schuss: Berliner Weißbier mit Fruchtsirup oder Kümmelschnaps bzw. Korn
- Ententeich: meist dunkles Bier mit Himbeerlimonade (roter Fassbrause) in Mitteldeutschland[15]
- Goaß: Dunkelbier mit Cola und Kirschlikör
- Irish Car Bomb: Stout-Bier, Irish Cream und Whiskey
- Krefelder: Altbier und Cola
- Laternmaß: Helles mit Zitronenlimonade + Kirschlikör
- Schokobrush: Kroatisches Helles mit Cola